# Hammers of Misfortune
Hammers of Misfortune ist eine US-amerikanische Progressive- und Heavy-Metal-Band aus San Francisco, Kalifornien, die Mitte der 1990er Jahre unter dem Namen Unholy Cadaver gegründet wurde.

## Geschichte
Die Band wurde Mitte der 1990er Jahre unter dem Namen Unholy Cadaver gegründet, wobei die Besetzung zu diesem Zeitpunkt nur aus dem Gitarristen John Cobbett und dem Schlagzeuger Chewy Marzolo bestand, die sich den Gesangsposten teilten. Mit der Hilfe von anderen Musiker, unter anderem von dem Sänger und Gitarristen Mike Scalzi von The Lord Weird Slough Feg, nahmen sie neun Lieder für ein Album auf, von denen jedoch nur drei auf einem Demo veröffentlicht wurden. Die Aufnahmen zu der schlicht Demo #1 betitelten Veröffentlichungen hatten 1996 und 1997 stattgefunden. Das gesamte Material erschien 2011 bei Shadow Kingdom Records als Album Unholy Cadaver.
Im Jahr 2000 nannte sich die Band in Hammers of Misfortune, benannt nach einem Lied des Unholy-Cadaver-Demos, um. Neben Cobbett, Marzolo und Scalzi bestand die Besetzung aus der Bassistin und Sängerin Janis Tanaka. 2001 schloss sich das von Justin Weis produzierte Konzeptalbum The Bastard bei Tumult Records an. 2003 unterzeichnete die Band einen Plattenvertrag bei Cruz del Sur Music, worüber gegen Ende des Jahres das Album The August Engine erschien. Im Frühjahr 2003 verließ Tanaka die Band und war danach für Pink und Fireball Ministry tätig. Daraufhin wurde sie durch Jamie Myers ersetzt wurde. Zudem stieß Sigrid Sheie (Keyboard, Flöte, Gesang) neu hinzu. In dieser neuen Besetzung ging es auf zwei US-Tourneen. Zudem wurde das Album The Locust Years aufgenommen, das 2006 bei Cruz del Sur Music erschien. Die Aufnahmen hatten in den Trackworx Studios in San Francisco erneut unter der Leitung von Justin Weis stattgefunden. Nach der Veröffentlichung änderte sich die Besetzung erneut: Scalzi schied aus, um sich auf seine Haupt-Band konzentrieren zu können und auch Myers verließ die Band, um sich seiner Familie widmen zu können. Ersterer wurde durch Patrick Goodwin ersetzt, Myers durch den Sänger Jesse Quattro und den Bassisten Ron Nichols. Marzolo verließ die Band zwar, trat ihr jedoch kurze Zeit später wieder bei. In neuer Besetzung wurde das Doppelalbum Fields/Church of Broken Glass aufgenommen, das 2008 bei Profound Lore Records erschien. 2010 trennten sich Quattro, Nichols und Goodwin vom verbliebenen Teil der Band. Als neue Mitglieder wurden der Bassist Max Barnett, die Gitarristin und Sängerin Leila Abdul-Rauf und der Sänger Joe Hutton hinzugefügt. Im März 2010 unterzeichnete die Band einen Plattenvertrag vei Metal Blade Records. Hierüber wurden zunächst The Bastard, The August Engine, The Locust Years und Fields/Church of Broken Glass wiederveröffentlicht, ehe im Oktober 2011 das Album 17th Street erschien. 2012 war die Band auf dem Roadburn Festival zu sehen. 2016 schloss sich das Album Dead Revolution an, das unter der Leitung von Nick Dumitriu in den Light Rail Studios in San Francisco aufgenommen worden war. Die Veröffentlichung hatte sich verzögert, da Cobbett und Sheie ein Baby bekamen, Hutton in einen Motorradunfall verwickelt war und Cobbett, Sheie, Abdul-Rauf, Paul Walker, der inzwischen als Bassist in der Band war, und Will Carroll, der als Schlagzeuger zur Band gekommen war, in anderen Projekten involviert waren.

## Stil
Laut laut.de hat die Band „sich einer recht vertrackten und zeitintensiven Musikrichtung verpflichtet“, welche „zumindest von der Grundessenz her im Metal angesiedelt ist“. The Bastard sei ein episches Konzeptalbum, das in drei Teile unterteilt sei, auf dem drei unterschiedliche Gesangsstimmen zu hören seien. Eduardo Rivadavia von Allmusic meinte, dass man die Musik der Band als Celtic Power Metal beschreiben kann. Die Musik vereine Doppel-Gitarren-Harmonien im Stil von Thin Lizzy und Iron Maiden, opernhaften Gesang, keltisch-angehauchte Interludien mit akustischen Gitarren und musikalische (nicht textliche) Elemente aus dem skandinavischen Black Metal. progarchives.com befand, dass die Band zwischen Doom-Metal-Passagen und  ausgearbeitetem Heavy Metal schwankt. Gelegentlich arbeite die Gruppe Akustik- und Folk-Elemente ein. In The Collector’s Guide of Heavy Metal Volume 4: The ’00s rezensierte David Perri The Bastard. Hierauf nehme die Gruppe traditionellen Metal und reichere diesen mit vielseitigen und esoterischen Experimenten an. Die Musik lasse sich nur schwer mit der von anderen vergleichen. Perri rezensierte auch The Locust Years, worauf er Gesänge feststellte, die einem 1970er Jahre Progressive-Rock-Album entsprungen sein könnten. Zudem hörte er Einflüsse von Dio, Hammond-Orgel-lastiger Musik der NWoBHM, Queen, Voivod und The Beatles heraus. Im selben Buch besprach Martin Popoff The August Engine und umschrieb es als eine Mischung aus NWoBHM und Voivod zu Jason-Newsted-Zeiten, mit Melodien und akustiven Einschüben im Stil von Pink Floyds Album Animals. Zudem könne man auch klassischen Doom Metal und Death Angel heraushören. Die Texte, die Gesänge, die männlich und weiblich seien, würden Texte vortragen, die an Chris Goss erinnern würden. Popoff umschrieb die Musik als eine psychedelische Version von Iron Maidens besten Momenten. Der erste Teil von Fields/Church of Broken Glass klinge wie eine Mischung aus King Crimson, Uriah Heep, Bal-Sagoth, Primordial, Týr und Bigelf oder auch aus Jethro Tull, Iron Maiden und Manowar. Die zweite Hälfte klinge roher und böswilliger und ähnele eher der Musik von Manilla Road, Cirith Ungol, Wild Turkey und Voivod. Insgesamt ähnele die Musik der von Bigelf und Porcupine Tree. Im Interview mit Mandy Malon vom Rock Hard gab John Cobbett seine Vorliebe für alte Instrumente, unter anderem die Hammond-Orgel, preis. Die Gruppe verwende echte, alte Instrumente in ihren Liedern, wobei er sich wünschte, dass er auch ein Mellotron einsetzen könnte. In derselben Ausgabe rezensierte Boris Kaiser Dead Revolution. Die Band verarbeite in ihren Songs Einflüsse aus dem Classic Rock, Progressive Metal und Doom Metal. Im Stil ähnele die Musik der von Slough Feg und Dawnbringer. Die Lieder seien meist verschachtelt und zunächst sperrig. Der Song Here Comes the Sky erinnere von der Melodie und der Atmosphäre her an Ghost. Detlef Dengler vom Metal Hammer merkte in seiner Rezension zu The August Engine, dass man Hammers of Misfortune dem Progressive Metal zuordnen kann, jedoch brauche man nicht Progressive Metal im Stil von Dream Theater erwarten, vielmehr könne man die Musik kaum mit etwas anderem vergleichen. Die Mitglieder würden auf technisch hohem Niveau spielen, wobei man „derben, vertrackten Power Metal mit theatralischen und balladesken Elementen“ mische und hob dabei besonders die „abrupten Breaks und Tempowechsel“ hervor. In einer späteren Ausgabe besprach Matthias Mineur das Album The Locust Years. Hierauf könne man eine Orgel im Stil von Pink Floyd hören. Ansonsten hörte er Einflüsse von King Crimson, Renaissance und Rick Wakeman heraus und fasste die Musik als eine Mischung aus Rock, Progressive Metal, Metal und Sinfonie zusammen, die an die Grenzen von Meat Loaf und Queen heranreiche. Ein paar Jahre später rezensierte Dengler 17th Street und stellte fest, dass die Gruppe nun weniger kauzig, eigenwillig und „gegen den Strom gerichtet“ klinge. Auf dem Album vereine man „Doom-Elemente, ganz besonders NWOBHM-Einflüsse, psychedelische Einschübe, Stoner-Atmosphäre und ein bisschen Thrash“. Der Einsatz eines Pianos und einer Hammond-Orgel rufe Erinnerungen an Uriah Heep und Deep Purple wach. Die Musik wirke zunächst sperrig, eröffne sich dem Hörer jedoch nach ein paar Durchläufen.

## Diskografie
als Unholy Cadaver
- 1998: Demo #1 (Demo, Eigenveröffentlichung)
- 2011: Unholy Cadaver (Album, Shadow Kingdom Records)

als Hammers of Misfortune
- 2001: The Bastard (Album, Tumult Records)
- 2003: The August Engine (Album, Cruz del Sur Music)
- 2006: The Locust Years (Album, Cruz del Sur Music)
- 2008: Fields/Church of Broken Glass (Album, Profound Lore Records)
- 2011: 17th Street (Album, Metal Blade Records)
- 2016: Dead Revolution (Album, Metal Blade Records)